# Regió bàltica
La regió bàltica és el conjunt de països que confronten, al nord (riba nord) i centre (riba sud) d'Europa, amb el mar Bàltic: Suècia, Noruega i Finlàndia al nord, Estònia, Letònia, Lituània i Rússia a l'est; Polònia, Alemanya i Dinamarca al sud.
Cal no confondre-ho amb els conceptes de països bàltics o estats bàltics que normalment s'apliquen amb exclusivitat a Estònia, Letònia i Lituània.